# NGC 8
NGC 8 – gwiazda podwójna znajdująca się w gwiazdozbiorze Pegaza, której składniki mają jasność 15,2 i 16,5m. Skatalogował ją Otto Struve 29 września 1865 roku, sądząc, że jest to obiekt typu mgławicowego; pozycja podana przez niego nie była jednak dokładna. Katalog HyperLeda z 2003 roku błędnie podaje, że jest to galaktyka o oznaczeniu LEDA 648 (PGC 648).